# آماگو هاروهیسا
آماگو هاروهیسا (به ژاپنی: 尼子 晴久) (۱۵۱۴ – ۱۵۶۱ میلادی) یکی از دایمیوهای ژاپنی در دوره سنگوکو بود. او بر ناحیه چوگوکو در غرب ژاپن حکمرانی می‌کرد.